# باول رويز
باول رويز هو منافس ألعاب قوى كوبي، ولد في 21 سبتمبر 1962.

## وصلات خارجية
- باول رويز على موقع الاتحاد الدولي لألعاب القوى (الإنجليزية)